# Blaguš
Blaguš – wieś w Słowenii, w gminie Sveti Jurij ob Ščavnici. 1 stycznia 2017 miejscowość liczyła 67 mieszkańców.